# Hyperchild
Hyperchild war eine deutsche Rockband aus Braunschweig.

## Geschichte
Die Mitglieder der Band kannten sich bereits sehr lange und waren damals jeweils ungefähr 20 Jahre alt, wobei der 17-jährige Sänger Axel Bosse das jüngste Mitglied war. Hyperchild gelang es mit ein paar Songs einen Plattenvertrag zu ergattern. Der bekannteste ist die 2000 veröffentlichte Coverversion des Hits Wonderful Life von Black aus dem Herbst 1987, mit dem sie es immerhin auf Platz 80 der deutschen Singlecharts schafften. Das Video zu dem Song wurde auf einem Häuserdach in Berlin-Moabit gedreht. Die Band trennte sich nach einem Album freundschaftlich aufgrund kreativer Differenzen und der Strapazen des Tourlebens. Mittlerweile ist der Sänger Axel Bosse als Solokünstler aktiv.
Der frühere Keyboarder der Band, Wolfgang Herbst, nahm 2020 an der zehnten Staffel der Gesangs-Castingshow The Voice of Germany teil.

## Stil
Die Texte der Band waren in englischer Sprache, die Musik schrieben der Keyboarder und der Gitarrist.

## Diskografie

### Alben
- 2002: Easily[7]

### Singles
- 2000: Wonderful Life
- 2001: Goodbye
- 2002: Shining Star